# سایه‌بان

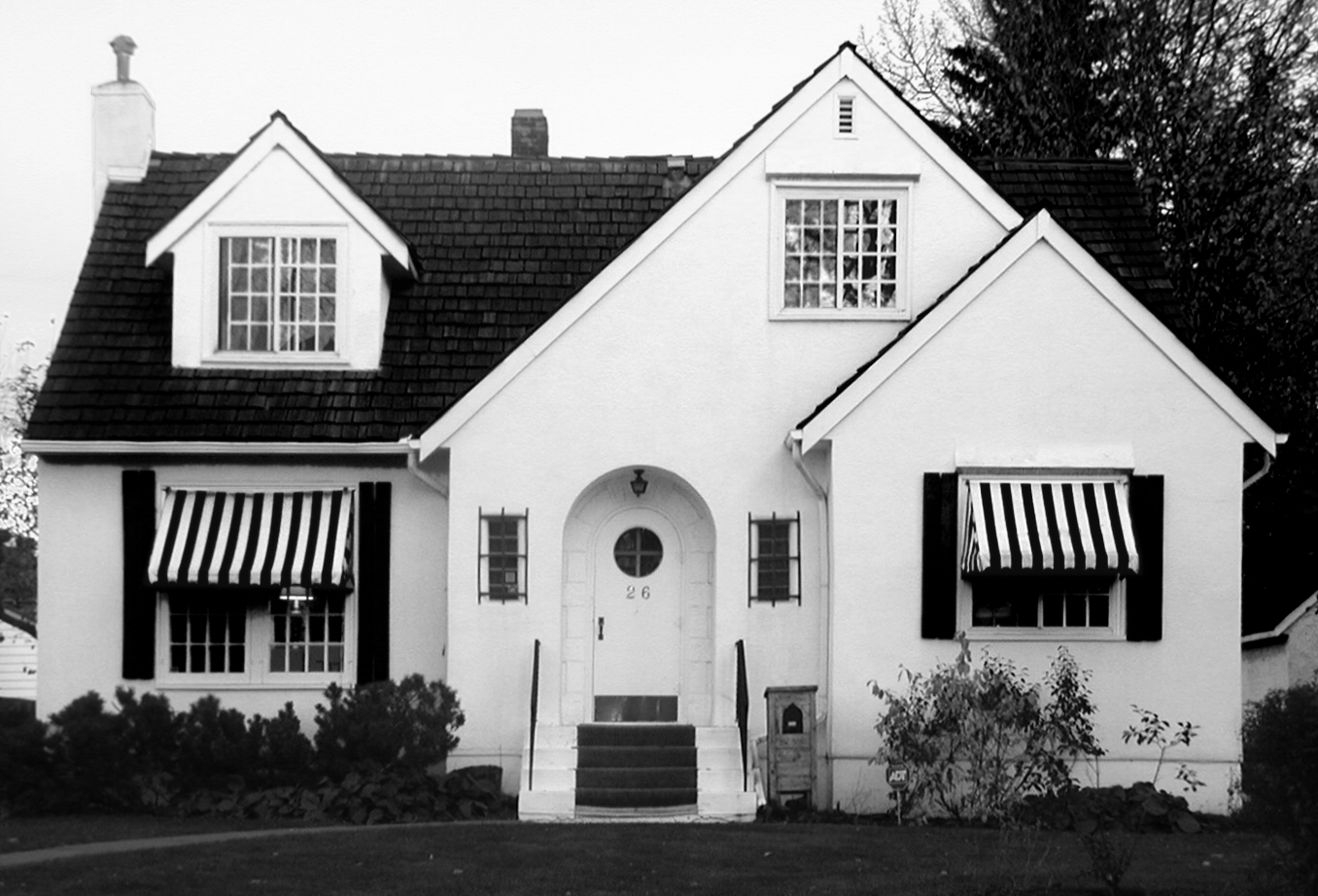
خانه‌ای با سایه‌بان راه‌راه، ادمونتون

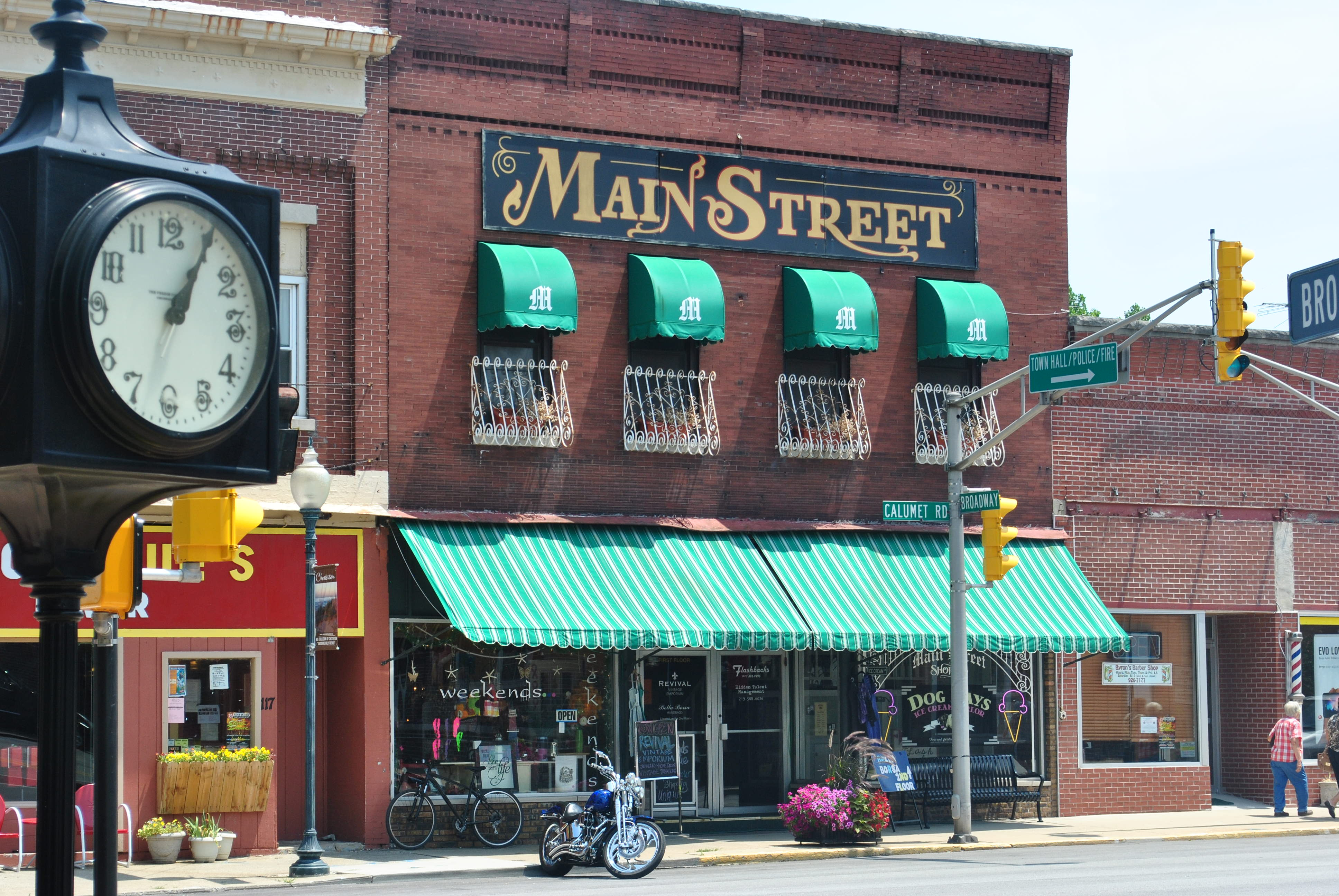
ساختمان Main Street با چند سایه‌بان، چسترتون

سایه‌بان یک روکش ثانوی است که به قسمت خارجی دیواره‌های یک ساختمان متصل می‌شود. سایه‌بان معمولاً از کرباس تشکیل شده‌است که با فیبر اکریلیک، رشتهٔ پلی‌استر یا پنبه بافته شده‌است و همچنین می‌تواند از لایه ای از وینیل (vinyl) که بر روی الیاف پلی‌استر قرار گرفته‌است و روی سازه ای سبک از آلومینیوم، آهن، فولاد و احتمالاً چوب و مواد شفاف (که برای پوشش سلول‌های خورشیدی در تابستان استفاده می‌شود ولی در زمستان باید اجازه دهد که نور تا حد ممکن از آن عبور کند) کشیده می‌شود ساخته شده باشد. این ساختار با خرپا، سازه‌های فضاکار یا با چهارچوب پیکربندی می‌شود. سایه‌بان همچنین با استفاده از زیرسازه‌های آلومینیومی و روکش آلومینیومی ساخته می‌شوند. این سایه‌بان‌های آلومینیومی وقتی استفاده می‌شوند که از سایه‌بان‌های پارچه ای نمی‌توان استفاده کرد مثلاً در جایی که بار سنگینی از جانب باد یا برف بر سایه‌بان تحمیل می‌شود.
مکان سایه‌بان در ساختمان ممکن است بالای پنجره، درب، یا بالای پیاده‌رو باشد. با اضافه کردن ستون، سایه‌بان تبدیل به کانوپی می‌شود که می‌تواند از فضای ساختمان فراتر رود مثلاً در ورودی یک هتل. رستوران‌ها معمولاً سایه‌بان را به قدری پهن انتخاب می‌کنند که قسمت قابل ملاحظه ای از فضای بیرون را بپوشاند تا مشتریان قادر باشند در فضای بیرونی شام بخورند، دور هم جمع شوند یا مهمانی بگیرند. در ساختمان‌های تجاری، معمولاً اطلاعاتی روی سایه‌بان نقاشی می‌شود. اطلاعاتی از قبیل نام، نوع تجارت، و آدرس و در نتیجه مانند یک بیلبورد عمل می‌کند و همچنین سایه ایجاد می‌کند و از بادهای شدید جلوگیری می‌کند و حفاظی در مقابل باران و برف است. در مناطقی که هوای زمستانی دارند، بیشتر سایه‌بان‌ها در انتهای تابستان نیازی نیست که پایین آورده شوند، بلکه به همان صورت در کنار ساختمان آن‌ها را جمع می‌کنند و در طول زمستان به همین صورت باقی می‌مانند و برای چنین شرایطی طراحی و ساخته شده‌اند.

## تاریخچه

### دنیای باستان
سایه‌بان برای اولین بار در تمدن مصر باستان و سوریه استفاده شد. اولین بار از سایه‌بان با نام «حصیرهای بافته» یاد می‌کردند و برای مغازه‌ها و خانه‌ها از آن استفاده می‌کردند. یک شاعر رومی به نام لوکرتیوس در سال ۵۰ قبل از میلاد چنین سرود: «سایه‌بان کتان، کشیده، بر فراز تماشاخانه‌ای قدرتمند، گاهی به جلو می‌خرامد، غرشی شکافنده، وقتی بر سر آن کوفته شود، بین پایه‌ها و بین ستون ها».
ولاریوم یکی از سایه‌بان‌های مهم در جهان باستان بود که یک سازهٔ بزرگ بود که سایهٔ وسیعی ایجاد می‌کرد و قابلیت جمع شدن هم داشت و در بالای قسمت‌هایی که به منظور نشستن تعبیه شده بود قرار داشت (در کولوسئوم روم). این سیستم که از پارچه‌های کتان با قابلیت ایجاد سایه، چهارچوب‌های الواری، بندگاه‌ها و ریسمان‌های آهنی ساخته شده بود به راحتی می‌توانست روی یک سوم میدان مسابقه و محل‌های استقرار سایه ایجاد کند. یک سوم دیگر توسط دیوارهای بلندی که در اطراف آن قرارداشت، سایه افکنی می‌شد و در نتیجه بیشتر محل‌های نشستن، در بعد از ظهر سایه داشتند. اعتقاد بر این است که از ملوانانی که در ساخت بادبان و بادبان‌بندی مهارت داشتند استفاده شده بودند تا ولاریوم را ساخته، نگهداری کنند و عملیات مربوط به آن را انجام دهند.

### اوایل قرن نوزدهم

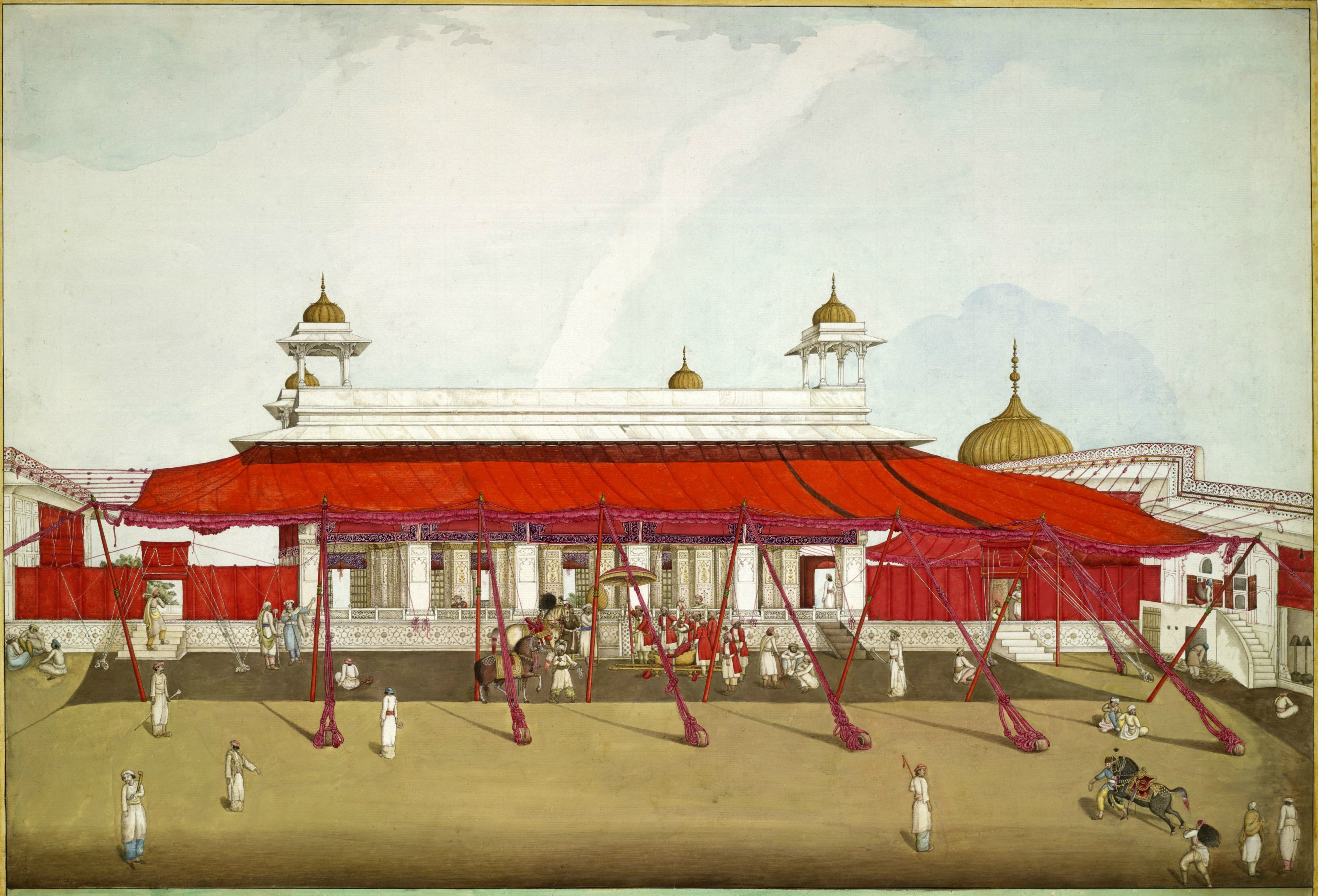
Diwan-i-Khas، لال قلعه (دهلی)، دهلی با سایه‌بان‌های قرمز یا در ۱۸۲۷

سایه‌بان‌ها در نیمه اول قرن نوزدهم متداول شده بودند. در آن زمان مردم این سایه‌بان‌ها را از تیرهایی از الوار و چدن که در کنار پیاده‌روها قرار داشت می‌ساختند و با میله ای که در جلو آن‌ها قرار داشت، آن‌ها را به هم متصل می‌کردند. برای ایجاد تکیه گاه در تأسیسات بزرگ‌تر، تیرشیبهای زاویه‌دار، میله‌های جلویی را به سر در ساختمان متصل می‌کرد. انتهای بالایی کرباس با میخ، سوراخ‌بان و قلاب یا با بند کردن کرباس به یک میله در بالای آن که به سردر ساختمان پیچ شده بود به آن (به سردر ساختمان) متصل می‌شد. انتهای دیگر کرباس (انتهای جلویی) تزیین شده بود یا به میلهٔ جلویی، بند شده بود و لبه‌هایش معمولاً آویزان بود و به صورت والان درآمده بود. در نمونه‌هایی از تزیینات، ستون‌های فلزی با ریزه کاری‌های فراوان تزیین شده بودند و بالای آن نیز با انتهای نیزه، توپ یا وسایل دیگر تزیین شده بود. در روزهای ابری یا مواقعی که باران نمی‌بارید، این پوشش، لوله شده و جمع می‌شد و در کنار سردر ساختمان قرار می‌گرفت. در ماه‌های زمستانی، روش نگهداری به این صورت بود که می‌بایست سایه‌بان‌ها را جدا کرده و انبار می‌کردند. عکس‌هایی که از اوایط قرن ۱۹ موجود است چهارچوب عریان این ساختمان را نشان می‌دهد و از روی آن می‌توان حدس زد که این پوشش فقط در مواقع ضروری باز می‌شد. کرباس پنبه‌ای متداول‌ترین پارچه برای سایه‌بان بود؛ پارچه ای پنبه ای که قرن‌ها برای ساخت بادبان و خیمه از آن استفاده می‌کردند.
در سال‌های پس از جنگ داخلی، استفاده از سایه‌بان، همه‌گیر شده بود. لوله‌کشی‌های آهنی که با چهارچوب‌های سایه‌بان مطابقت داشت، در نتیجهٔ تأسیس بنگاه‌های صنعتی در اواسط قرن نوزدهم، به‌طور وسیعی در دسترس قرار گرفت و ارزان شد و تبدیل به ماده ای متداول برای سایه‌بان شد و به راحتی می‌توانستند آن را شکل دهند و به هم پیچ کنند تا شکل‌ها و اندازه‌های مختلفی از آن تولید کنند. در همان زمان با پیدایش کشتی بخاری، سازندگان آسیاب‌ها و بادبان‌های کرباسی مجبور شدند که به دنبال بازارهای جدیدی بروند. صنعت سایه‌بان توسعه یافت و مجموعه ای از پارچه و چهارچوب‌هایی را تولید می‌کرد که برای فروشگاه‌ها و پنجره‌ها مناسب بود.

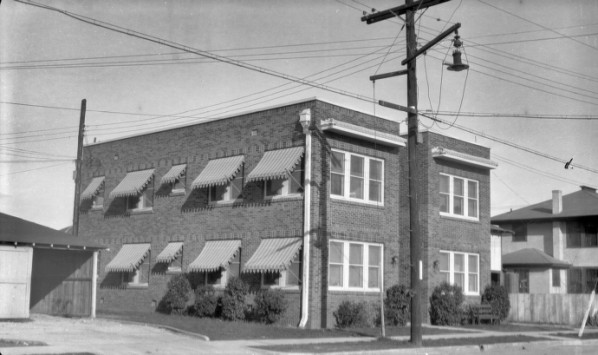
سایه‌بان‌هایی در بالای پنجره‌ها

### اواخر قرن نوزدهم
در نیمه دوم قرن نوزدهم، سایه‌بان‌هایی که با ماشین‌های صنعتی ساخته شده بود محبوبیت فراوانی یافت. سایه‌بان‌هایی که قبلاً ساخته می‌شد، دارای چهارچوب ثابتی بود و برای جمع کردن آن می‌بایست پارچهٔ آن را با دست لوله می‌کردند و تا نزدیک تیرشیب می‌رساندند. سیستم‌هایی که برای حل این مشکل برای فروشگاه‌ها و پنجره‌ها در نظر گرفته شد، دارای یک بازو بود که در جایی که به سردر ساختمان متصل می‌شد، دارای مفصل بود. برای گستراندن سایه‌بان، بازو را پایین می‌آوردند و برای این که آن را جمع کنند، بازو را با استفاده از طناب و قرقره بالا می‌بردند. چون کرباس به چهارچوب، متصل می‌ماند، سایه‌بان‌هایی که قابلیت جمع شدن داشتند، روش بهتری برای سایه انداختن فراهم می‌کردند (مغازه داران و مالکان می‌توانستند مقدار سایهٔ حاصل از سایه‌بان را با توجه به وضع هوا تنظیم کنند). وقتی خورشید از پشت ابر بیرون می‌آمد، می‌توانستند به راحتی سایه‌بان را بگسترانند. اگر ناگهان بادهای شدیدی می‌وزید، مالکان می‌توانستند سایه‌بان را در کنار دیوارهای ساختمان جمع کنند که در این حالت، سایه‌بان در معرض باد قرار نداشت.
سایه‌بان‌های اولیه دارای معایبی هم بودند: وقتی جمع می‌شدند، پارچه‌های آنها، نزدیک دیوار در کنار هم قرار می‌گرفت. این کار باعث می‌شد که قسمتی از پارچه‌ها در معرض هوا قرار گیرند و در نتیجهٔ رطوبت هوا، به تدریج فرسوده و خراب شوند. اگر سایه‌بان طراحی مناسبی نداشت یا در محل مناسبی قرار نمی‌گرفت، می‌توانست جلوی قسمتی از پنجره یا درب را بگیرد و حتی سایه‌بان‌هایی که به‌طور نیمه‌کاره لوله شده بودند می‌توانستند منظره ای ناهنجار ایجاد کنند. مواد و طراحی‌های جدید، تمام این مشکلات را برطرف کرده‌است.

## مزایا

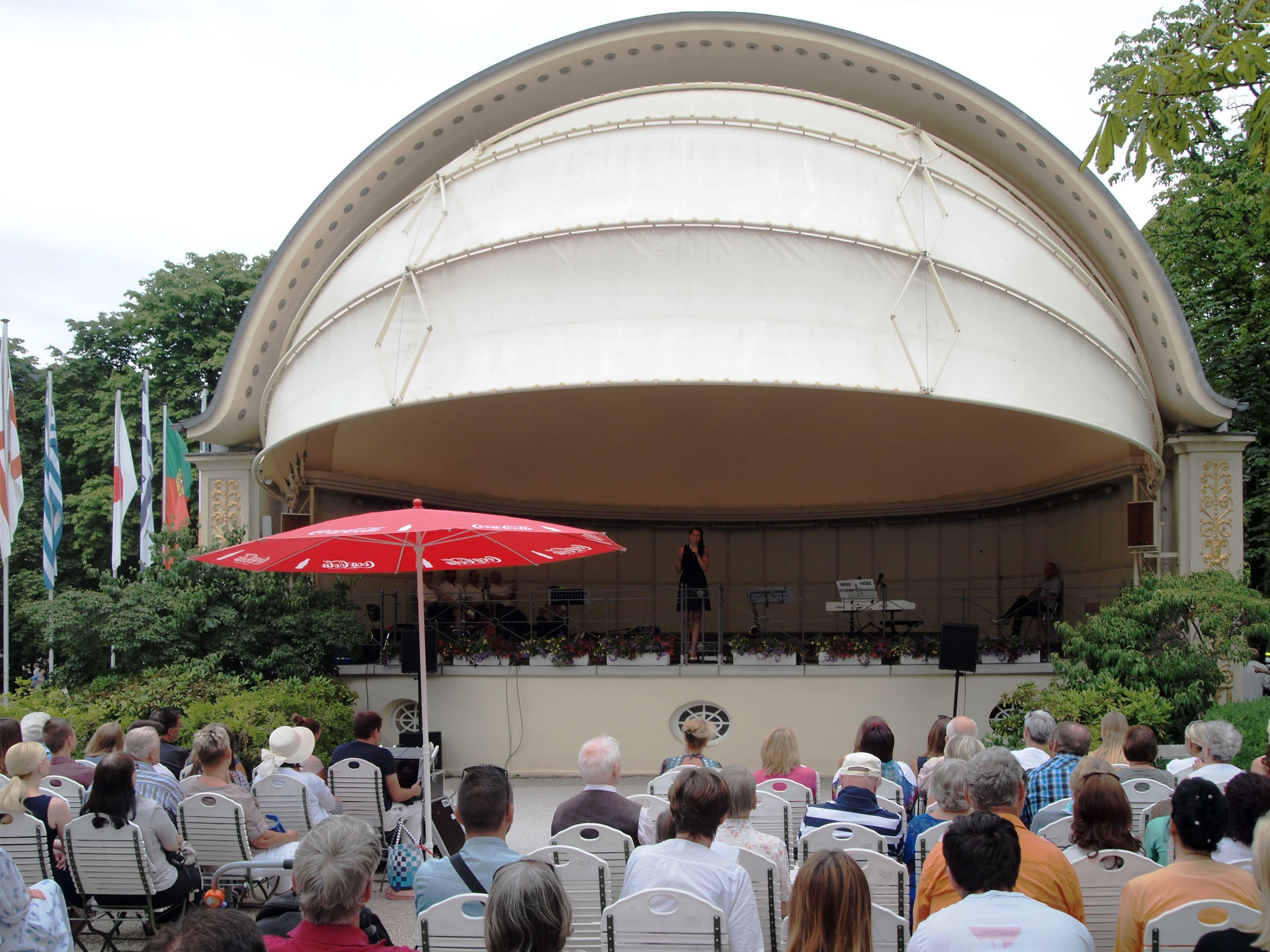
خدمات کلیسا در آبگرم بادن-بادن. پوسته نوار دارای سایبان کروی است.

سایه‌بان‌هایی که قابلیت جمع شدن دارند به مالکان اجازه می‌دهند که شرایط هوای اطراف را آن طور که خود می‌خواهند تنظیم کنند. وقتی رگبارهای شدید یا تابش آفتاب شدید اتفاق می‌افتد، آن‌ها یا مستقیماً خودشان یا با استفاده از سیستم اتوماسیون خانگی، سایه‌بان را باز می‌کنند و حفاظی در مقابل موارد مذکور ایجاد می‌کنند. اندازه‌گیری‌هایی که در آزمایشگاه انجام شد نشان می‌دهد که هوای زیر سایه‌بان می‌تواند تا ۲۰ درجه خنک تر باشد. از آنجا که سایه‌بان باعث می‌شود که نور آفتاب به پنجره‌ها و درب‌های شیشه ای کشویی وارد نشود، آن‌ها می‌توانند دمای داخل را نیز خنک تر نگه دارند که باعث کاهش هزینه‌های تهویه هوا می‌شود. آن‌ها باعث می‌شوند که رنگ قالی‌ها و لوازم خانگی در اثر قرار گرفتن در زیر نور آفتاب از بین نرود. سایه‌بان همچنین حفاظی ایجاد می‌کند تا کودکان و حیوانات اهلی منزلی، در آنجا بازی کنند و از نور مستقیم خورشید در امان باشند.
برخی از سایه‌بان‌های امروزی، از قابلیت‌هایی استفاده می‌کنند که می‌تواند باعث بهبود کارکرد آن شود و آن را تبدیل به یک وسیلهٔ چندمنظوره کند و استفاده از نورخان و سکوی نزدیک ساختمان را بهبود دهد. افزودن اتاق‌های شیشه ای، می‌تواند سایه‌بان را به اتاقی بدون حشره در خارج از ساختمان تبدیل کند و شیشه‌های کناری می‌تواند از باد و مه تنک که در زیر سایه‌بان وجود دارد جلوگیری کند و نوری که در حیاط وجود دارد، شب‌های لذت‌بخشی را برای مردم به ارمغان می‌آورد.
همچنین از سایه‌بان می‌توان در تابستان برای پوشاندن سلول‌های خورشیدی استفاده کرد.

## انواع سایه‌بان

### سایه‌بان‌های دارای نیروی پیشران

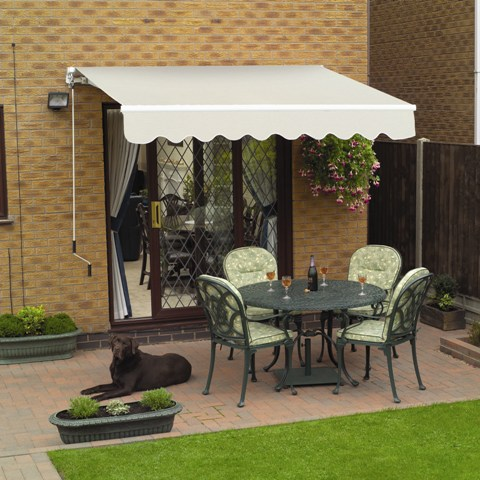
نمونه ای از سایه‌بان مدرن باغ

سایه‌بان‌های امروزی در دو نوع ابتدایی موجودند: سایه‌بان‌های دستی که آن‌ها را با دست تنظیم می‌کنند و سایه‌بان‌های برقی که با موتور الکتریکی کار می‌کنند. هر کدام از آن‌ها مزایای خاص خود را دارند. برخی از مزایای آن‌ها عبارتند از ارزان بودن، قابلیت انطباق با تقریباً تمام نورخان‌ها و حیاط‌ها. این بازوها موجب ایجاد یک تکیه‌گاه شده و پایداری را بیشتر می‌کنند که بسیاری از مالکان در نواحی بادخیز به آن نیاز دارند و قابلیت ایجاد تغییر در سایه‌بان را با افزودن قطعات جانبی، افزایش می‌دهند.
سایه‌بان‌های برقی، تکیه‌گاه عمودی ندارند. در عوض، بازوهای افقی دارند که قابلیت جمع شدن دارند و باعث ایجاد سایهٔ مطلوبی می‌شود. این سایه‌بان‌ها با یک موتور الکتریکی کار می‌کنند که معمولاً در میلهٔ گردانندهٔ سایه‌بان پنهان شده‌است. بازوها، سایه‌بان را با استفاده از یک کنترل از راه دور یا یک سوییچ که بر روی دیوار قرار دارد، باز می‌کنند و می‌بندند.
سایه‌بان‌های مدرن می‌توانند دارای پوشش و انواع مختلفی پارچه، آلومینیوم، فایبرگلاس موجدار، پلی‌کربنات موجدار یا مواد دیگر باشند. بادهای شدید می‌تواند به سایه‌بان‌هایی که باز شده‌اند آسیب وارد کند و سایه‌بان‌های جدیدتری وجود دارند که دارای سنسور باد هستند تا در مواقع ضروری، سایه‌بان را جمع کنند.

### تحمل باد و فرایند ساخت

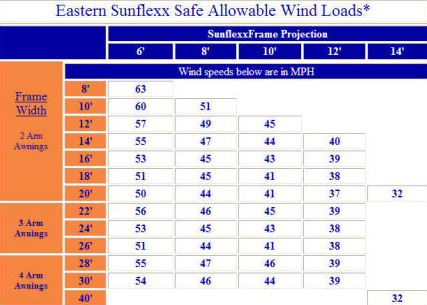
تحمل باد

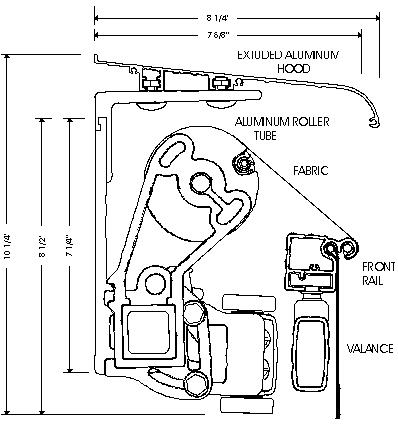
شماتیک طراحی نوع سایه‌بانی که در کاخ سفید به کار رفته‌است

سایه‌بان‌های جدید بر اساس طول، عرض، تعداد بازوهای تکیه‌گاه و جنس ماده ارزیابی شده و امتیازی برای مقدار تحمل باد به آن‌ها تخصیص می‌یابد. سایه‌بان‌های جدید شامل مفاصل یورتان (urethane)، تکیه‌گاه‌های فولادی، و سنسور باد هستند. چنین طراحی‌هایی هم‌اکنون در کاخ سفید، Grand Central Station و کاخ کرملین در حال استفاده است.

### سایه‌بان‌های آلومینیومی
سایه‌بان‌های آلومینیومی برای مدت طولانی در ساختمان‌های مسکونی در سراسر دنیا محبوب بوده‌اند. آن‌ها در رنگ‌های مختلفی در دسترس هستند و با رنگ‌های مینایی که به‌طور پیشفرض روی آن‌ها قرار دارد رنگ آمیزی شده‌اند. این سایه‌بان‌های مزایای زیادی دارند از جمله ایجاد دمای خنک تر در داخل خانه، ایجاد سایه در حیاط، افزایش طول عمر لوازم خانگی و پنجره. احتمالاً بارزترین مزیت سایه‌بان‌ها این است که می‌توان آن‌ها را به مدت ۴۰ سال استفاده کرد.

### سایه‌بان‌های جمع‌شدنی

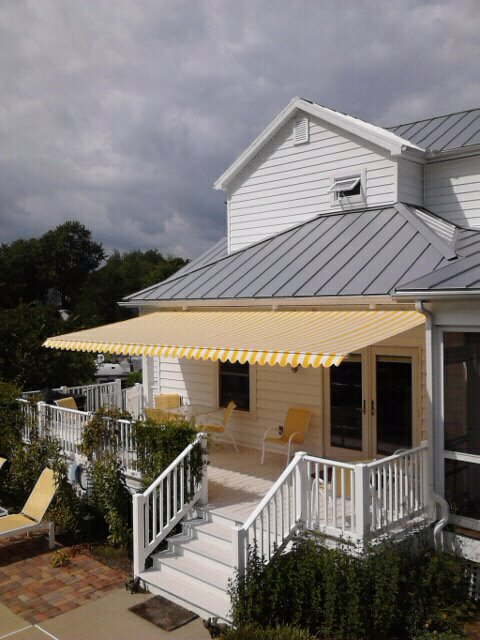
سایه‌بان‌های جمع‌شدنی

سایه‌بان‌های جمع‌شدنی هم‌اکنون محبوبیت زیادی در میان مالکان خانه در ایالات متحده دارند. سال‌های زیادی است که این سایه‌بان‌ها در اروپا از محبوبیت زیادی برخوردارند چون در اروپا هزینه‌های انرژی بالاست و تهویهٔ هوا شرایط مساعدی ندارد. سایه‌بان‌های جمع‌شدنی می‌توانند شامل انواع زیر باشند:

#### سیستم‌های جمع‌شدنی پوشش حیاط
سیستم‌های جمع‌شدنی پوشش حیاط آخرین کالا در حوزهٔ سایه‌بان‌های جمع‌شدنی هستند که به بازار وارد شده‌اند. بیشتر این سیستم‌ها ضدآب هستند و در مقابل سایه‌بان‌های مقاوم در برابر آب (سایه‌بان‌های دارای بازوهای افقی) قرار دارند و در نتیجه، آب به قسمت «بام» این سایه‌بان‌ها به هیچ وجه نفوذ نمی‌کند. این سایه‌بان‌ها دارای یک مقیاس بوفورت تا مرز ۱۰ هستند (55-63 mph) که بستگی به مدل و اندازهٔ آن‌ها دارد. مزیت دیگر سیستم‌های جمع‌شدنی پوشش حیاط این است که می‌توانند با استفاده از شیشه‌های سایه ای (پایین را ببینید) در قسمت جلویی یا کناری بسته شوند. با این روش می‌توان یک اتاق خارج از خانه داشت که در زمستان می‌توان آن را گرم کرد و در تابستان می‌توان هوای آن را تهویه کرد.

#### سایه‌بان‌های دارای بازوهای جمع‌شوندهٔ افقی
این سایه‌بان‌ها نسخهٔ مدرن سایه‌بان‌های قدیمی هستند که در سردر مغازه‌ها قرار داشتند و با دست جمع می‌شدند (در قرن اخیر). بازوهای تنشی و میله‌های چرخنده روی میله‌های پیچشی قرار دارند. میله‌های پیچشی در دیوار قرار می‌گیرند یا به دیوار کوبیده می‌شوند و بدین وسیله بار را در عرض دیوار پخش می‌کنند. سایه‌بان‌هایی که با دست جمع می‌شوند هنوز هم در دسترس هستند ولی سایه‌بان‌های برقی متداول ترند. موتور در داخل لولهٔ میلهٔ چرخاننده قرار دارد. هم‌اکنون بسیاری از موتورها دریافت کننده‌های سیگنال دارند و با کنترل از راه دور یا اتوماسیون خانگی کار می‌کنند.
سایه‌بان‌های دارای بازوهای افقی، به سایه‌بان‌های نورخان یا سایه‌بان‌های حیاط هم مشهورند. چون می‌توان آن‌ها را ۱۸ فوت (۵٫۴۹ متر) باز کرد و طول آن‌ها به ۳۰ فوت (۹٫۱۴ متر) یا بیشتر می‌رسد و در نتیجه می‌تونند فضای بزرگی در بیرون خانه را پوشش دهند.

#### سایه‌بان‌های دارای بازوهای جمع شوندهٔ جانبی یا بازوهای رهاشدنی
این نوع سایه‌بان‌ها معمولاً برای سایه انداختن روی پنجره استفاده می‌شوند و یک لوله گرداننده در بالای آن‌ها قرار دارد و بازوهای جانبی آن‌ها فنر دارد و همچنین دارای یک موتور هستند به علاوهٔ یک قسمت گردان یا یک نوار برای جمع کردن سایه‌بان. سایه‌بان‌های دارای بازوهای افقی معمولاً به سایه‌بان‌های مدل سنتی مشهورند چون برای سال‌های طولانی از این نوع سایه‌بان‌ها استفاده می‌کردند و حتی در اوایل قرن نوزدهم نیز از این نوع سایه‌بان‌ها با پارچه‌های کرباس پنبه ای استفاده می‌شد. سایه‌بان‌های مدل سنتی برای ساختمان‌های تاریخی مناسبند و حتی امروزه هم با استفاده از پارچه‌هایی که در برابر هوا مقاومند، تبدیل به سایه‌بان‌هایی محبوب شده‌اند؛ پارچه‌هایی مثل پارچه اکریلیک رنگ شده به وسیلهٔ محلول یا پارچه‌های سانبرلا (Sunbrella) و همچنین سیستم طناب و قرقره برای جمع کردن در آن‌ها استفاده شده‌است. سایه‌بان‌های بدون بازوهای جانبی، به اندازهٔ سایه‌بان‌هایی که بازوهای جانبی دارند، از نور خورشید جلوگیری نمی‌کنند. چنین سایه‌بان‌هایی دارای مدل‌های مختلفی هستند. سایه‌بان‌های دارای بازوهای رهاشدنی بدون بازوهای جانبی با لوله‌های گرداننده در بالا و دارای موتور و سنسور باد هم‌اکنون موجودند و به‌طور اتوماتیک جمع می‌شوند. سایه‌بان‌های نیزه ای بدون قسمت جانبی ساخته شده‌اند و جنس چهارچوب‌های آن‌ها آهن است و می‌توان آن‌ها را با یک سیستم قرقره و طناب جمع کرد ولی دارای موتور نیستند.
سایه‌بان‌های دارای قسمت جانبی، محافظت در برابر خورشید را برای پنچره‌هایی که در طرف شرق یا غرب قرار دارند بهتر فراهم می‌کنند. پنجره‌هایی را که به طرف شمال یا جنوب قرار دارد می‌توان به وسیله سایه‌بان‌هایی که دارای قسمت جانبی نیستند از نور خورشید محافظت کرد. سایه‌بان‌ها سایه‌هایی را فراهم می‌آورند که به وسیله آن‌ها می‌توانید خانه خود را خنک تر نگه دارید. سایه‌بان‌ها وسیلهٔ بسیار مناسبی برای ایجاد سایه در ایوان، نورخان و حیاط هستند.

#### کانوپی‌های بالاپر قابل حمل
کانوپی‌های بالاپر قابل حمل و خیمه‌ها یک راهکار اقتصادی و موقت برای افرادی هستند که می‌خواهند از سایه لذت ببرند. طراحی‌های قابل حمل، تغییراتی را در این نوع سایه‌بان‌ها می‌توانند ایجاد کنند که بتوان از آن‌ها در رویدادهای اجتماعی استفاده کرد. چهارچوب این سایه‌بان‌ها معمولاً دارای خرپاهای مدل آکوردئون است که به سمت بالا تا شده و فشرده می‌شوند.

#### صفحات سایه‌دار جمع‌شدنی
صفحات سایه‌دار دارای کرباس اکریلیک یا یک پارچهٔ مشبک هستند که در حالی که از ورود نور خورشید جلوگیری می‌کنند می‌توان پشت آن‌ها را نیز نگاه کرد. گرداننده ای که در بالا قرار دارد می‌تواند با دست کار کند یا با موتور الکتریکی. نیروی گرانش روی پارچه اثر دارد و ریل پایین آن، پارچه را به سمت پایین می‌کشد و به بین گره و ریل راهنما هدایت می‌کند. سایه‌های خارجی کارایی بیشتری در جلوگیری از گرما دارند تا سایه‌های داخلی. چون آن‌ها گرما را قبل از این که وارد شیشه شود بلوکه می‌کنند. این نوع صفحات چهارچوب‌دار معمولاً توسط افرادی که در زمینهٔ تأسیسات، بسیار حرفه‌ای هستند نصب می‌شوند چون نیاز به چهارچوب‌ها و ابزارهای تخصصی دارند. یکی از پیشرفت‌های اخیر، صفحات سایه‌دار بی‌چهارچوب است که هرکسی می‌تواند آن را در قسمت خارجی خانه نصب کند.

### بادبان‌های سایه‌دار
بادبان‌های سایه‌دار سایه‌های نیمه افقی فراهم می‌کنند. برداشتن آن‌ها از محل نصب، توأم با مشکلاتی است و معمولاً در طول سال آن‌ها را از آن نقطه به جای دیگری حرکت نمی‌دهند. مدل‌های جمع‌شدنی آن نیز وجود دارد که قیمت آن‌ها زیاد است اما امکاناتش بیشتر است چون می‌توان آن‌ها را جمع کرد تا در فصل زمستان از نور خورشید استفاده کرد.

## سایبان های مدرن

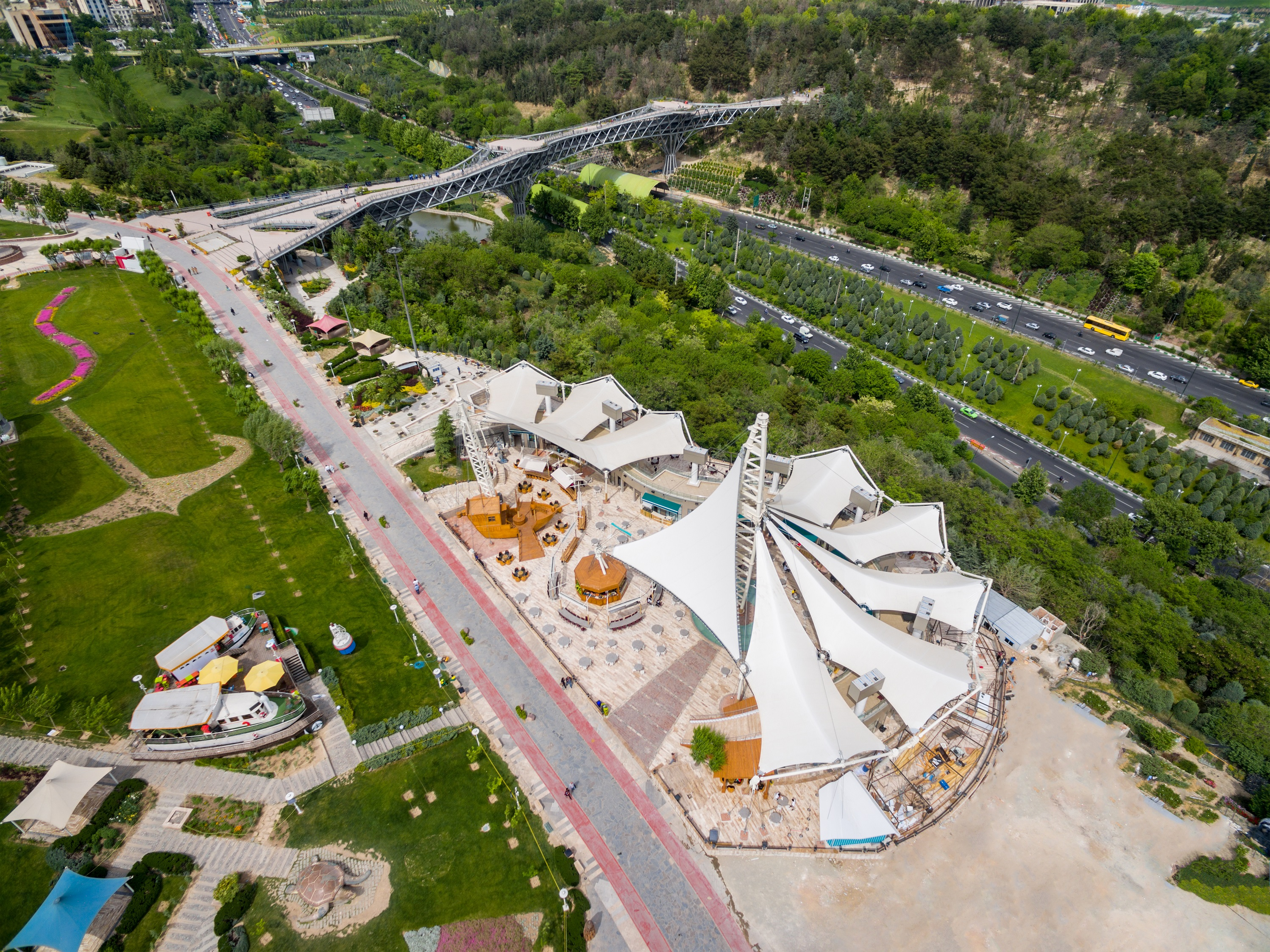
فود کورت Seafood - اراضی عباس آباد

با پیشرفت تکنولوژی در این چند دهه همه چیز تغییر کرده است و سایبان ها نیز از این تغییر به دور نبوده اند. یکی مدرن ترین مدل های سایبان که امروزه بسیار پرکاربرد است سایبان پارچه‌ای می‌باشد. سایبان های پارچه‌ای به دو مدل ثابت و متحرک (باز و بسته شونده) تقسیم میشوند. از این سایبان ها در مکان‌های مختلف چون پارکینگ ها، فضاهای باز، رستوران و کافه ها، روف گاردن‌ها، باشگاه های ورزشی و ... استفاده میشود.
سایبان پارکینگ: سایبان ماشین در این دوره زمانه یکی از پرکاربردترین روش ها برای سایه اندازی برروی ماشین میباشد. سایبان‌های ماشین به دلیل افزایش روزافزون ماشین ها در سطح شهر به یکی از نیازهای اساسی در شهر تبدیل شده است؛ این سازه ها علاوه بر پوشش مناسب برای ماشین ها، در برابر اشعه فرا بنفش نیز مقاوم است.
سایبان باشگاه ورزشی: یکی از خصوصیات سازه‌های پارچه‌ای استفاده مقدار کمی از نور خورشید به طور غیر مستقیم است که باعث روشنایی محیط ورزشی شده و فضای هیجان انگیزی را برای فعالیت های ورزشی فراهم میکند.
سایبان رستوران و کافه ها: یکی از کاربرد های اصلی سایبان های پارچه ای استفاده آنها در رستوران ها و کافه ها میباشد. سایبان های پارچه ای به دلیل محدود نبودن در شکل و شمایل سازه های منحصر به فردی هستند و فضای دلنشین و لذت بخشی را برای صرف غذا فراهم میکنند. همچنین میتوان از سایبان های متحرک (باز و بسته شونده) استفاده کرد که براساس شرایط جوی و دلخواه کاربر میتوان از نور طبیعی خورشید در طول روز بهره برد.
سایبان روف گاردن: برای استفاده از سقف ساختمان ها در طول روز سایبان های پارچه ای یکی از بهترین گزینه ها میباشد. پارچه استفاده شده در این نوع از سایبان‌ها پلی استر با روکش PVC است. از خصوصیات سازه پارچه ای میتوان به سبک بودن و ساختار زیبای آن اشاره کرد.

## سازمان‌های تجاری
انجمن بین‌المللی پارچه‌های صنعتی (IFAI) یک سازمان تجاری است که تجارت سایه‌بان را نیز انجام می‌دهد و زیرمجموعه ای به نام انجمن سازندگان حرفه‌ای سایه‌بان (PAMA) دارد

## اعداد طبقه‌بندی
مؤسسهٔ مشخصات ساخت (CSI)، زیرمجموعهٔ ۱۰ MasterFormat، نسخهٔ ۲۰۰۴:
- ۱۰ ۷۳ ۱۳ - سایه‌بان‌ها
- ۱۰ ۷۳ ۱۶ - کانوپی‌ها
- ۱۰ ۷۱ ۱۳ - دستگاه‌های خارجی کنترل خورشید
- ۱۰ ۷۱ ۱۳٫۴۳ - شیشهٔ آفتابی ثابت
- ۱۰ ۷۳ ۰۰ - لایه‌های محافظ (به‌طور کلی)

CSI MasterFormat نسخهٔ ۱۹۹۵:
- ۱۰۵۳۰ - لایه‌های محافظ، سایه‌بان‌ها و کانوپی‌ها